# Wilhelm Holtzheuer
Wilhelm Holtzheuer (* April 1880; † 1947 in Berlin) war ein deutscher Sportjournalist, Chefredakteur und Werbeleiter des Reifen- und Gummiwarenherstellers Continental AG.

## Leben
Wilhelm Holtzheuer trat am 1. April 1900 in Hannover in den Dienst der seinerzeitigen Continental-Caoutchouc- und Gutta-Percha-Compagnie, in der er ab 1902 beinahe noch als Jugendlicher die Abteilung Werbung leitete.
Unter Holtzheuer wurden unter anderem nach und nach im gesamten Deutschen Reich die Ortsnamenschilder und -Wegweiser in Zusammenarbeit mit dem ADAC sowie mit dem Automobilclub von Deutschland (AvD) aufgestellt. Unter Holtzheuer unterhielt Continental – ähnlich wie der französische Mitbewerber Michelin – noch in der Friedenszeit des Deutschen Kaiserreichs ein Auskunftsbüro für Autotouren, das sogenannte „Touring-Office“.
Als Werbeleiter der „Conti“ entwickelte Holtzheuer die ab 1913 jeweils Mitte des Monats von dem Gummihersteller herausgegebene und von ihm redigierte Kundenzeitschrift Echo Continental zum Höhepunkt der auch literarischen Werbeaktivitäten des Unternehmens.
Im Ersten Weltkrieg trat „der Propagandachef der Continental“ – wiederum am 1. April – im Jahr 1915 als Kriegsfreiwilliger bei einem Infanterie-Regiment ein, begann sofort eine Ausbildung zum Offizier und wurde noch im selben Jahr zum Vize-Feldwebel befördert.
Zu Beginn der Weimarer Republik wurde Holtzheuer 1921, ebenso wie Heinz Aßbroicher, Erich Bobeth, Otto Hanf, Carl Wilhelm Kühns, Carl Mundt und Adolf Täuber, Prokura für die Continental AG erteilt, jedoch dergestalt, dass jeweils zwei Prokuristen gemeinschaftlich zur Vertretung der Firma berechtigt waren.
Beim Presseball in Berlin im Jahr 1923 plauderte Holtzheuer mit dem ehemaligen Olympiateilnehmer und seinerzeitigen Verleger der Sportzeitungs-Verleger Kurt Doerry über die journalistische Zukunft von dessen Tochter Edith Doerry. Ihre Adresse reichte der Conti-Vertreter später an seinen Chefredakteur Erich Maria Remarque weiter; in der Konsequenz wechselte Remarque schließlich nach Berlin zu Dörry.
Mitten im Zweiten Weltkrieg, Holtzheuer bewohnte seinerzeit das damalige Haus Seelhorststraße 32 in Hannover, feierte der noch immer als Conti-Prokurist Tätige am 1. April 1940 – keine drei Wochen vor Vollendung seines 60sten Lebensjahres – die vierzigste Wiederkehr seines Eintritts in den Dienst der Continental. Seine parallel dazu jahrzehntelang vielfältige Förderung des Kraftverkehrs wie des Motorsports würdigte posthum auch der Allgemeine Schnauferl-Club (ASC) in seiner Festschrift zum 50sten Gründungsjubiläum im Jahr 1950 nicht nur mit einem Porträtfoto: Der Verstorbene war langjähriges Mitglied des ASC gewesen, hatte zahlreiche Rennfahrer unterstützt und gefördert und hatte als Repräsentant der Continental AG im In- und Ausland während nahezu aller bedeutenden Rennen Präsenz gezeigt.